# FBG Duck
Карлтон Д. Уикли (6 декабря 1993 года, Чикаго, Иллинойс, США – 4 августа 2020 года, там же) более известный под псевдонимом FBG Duck — американский рэпер. Наиболее известен песней «Slide». Он был подписан на лейбл Sony Music Entertainment. Являлся членом музыкальной группы Fly Boy Gang и уличной банды Gangster Disciples.
FBG Duck начал свою карьеру в 2012 году и считается одним из родоначальников чикагской дрилл-сцены. Трек «Slide» достиг более 53 миллионов просмотров на YouTube. Через пару месяцев был выпущен ремикс на песню при участии 21 Savage.

## Ранняя жизнь
FBG Duck родился 6 декабря 1993 года, вырос в криминальной южной части Чикаго. В юном возрасте попал в банду. Он был из района Эберхарт на 63-й улице в Чикаго. FBG Duck выпустил свою первую песню в 2012 году.

## Конфликты

### Lil Reese
12 ноября 2019 года в 2 часа 30 минут чикагский рэпер Lil Reese получил ранение в шею. Он был доставлен в одну из больниц Иллинойса. Офицеры, прибывшие на место происшествия, обнаружили кровь на водительском сиденье в автомобиле, а также на земле рядом. Свидетели происшествия рассказали, что раненого увёз неизвестный мужчина.
Близкий друг Lil Reese, американский рэпер Chief Keef сообщил, что нападающим являлся FBG Duck, с которым у него был конфликт.

### Chief Keef
Chief Keef и FBG Duck принадлежали к разным группировкам, которые враждовали между собой. Из-за этого у них возникали конфликты в Твиттере.

## Смерть
4 августа 2020 года в 16:30 по местному времени Уикли был застрелен четырьмя людьми во время шопинга в районе Gold Coast, Чикаго, ему было 26 лет.

### Расследование убийства
13 октября 2021 года полиция Чикаго арестовала пять человек по ряду обвинений. Ими оказались выходцы из конкурирующей банды O’Block: Чарльз Лиггинс (C Murda), Кеннет Роберсон (Kenny Mac), Такарлос Офферд (Los), Кристофер Томас (C Thang) и Маркус Смарт (Muwop). NBC пишет, ссылаясь на источники в полиции, что помимо прочих обвинений задержанным были предъявлены обвинения в убийстве рэпера. Так же известно, что рэпер King Von, заплатил за его голову сто тысяч долларов.  .

## Дискография

### Микстейпы
- Look at Me (2013)
- Clout Life (2014)
- Different Personality (2015)
- This How I'm Coming (2016)
- This How I'm Coming 2 (2017)
- Look at Me 2 (2017)
- This How I'm Coming 3 (2019)

### Мини-альбомы
- Big Clout (2018)
- He Back (2020)